# Louis-Isidore Duperrey
Louis-Isidore Duperrey (Parigi, 21 ottobre 1786 – Parigi, 25 agosto 1865) è stato un marinaio, esploratore e cartografo francese.
Compì due giri del mondo, il primo con l'Uranie (dal 1817 al 1820 come idrografo), il secondo dal 1822 al 1825 al comando della Coquille dove il comandante in seconda era Jules Dumont d'Urville. La sua spedizione fu un gran successo, dal punto di vista scientifico. Nel 1842 fu eletto membro dell'Accademia francese delle scienze, di cui divenne presidente dal 1860.

## Il viaggio sullaCoquille

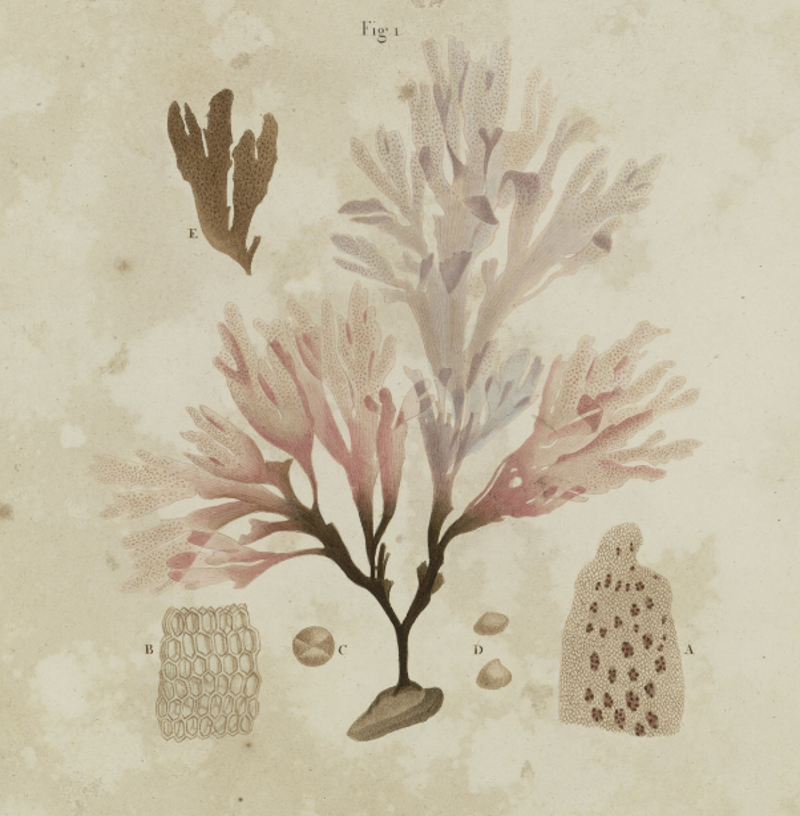
L'alga Dawsonia durvillei descritta da d'Urville durante la spedizione del 1822-24.

Rientrato dal viaggio sulla Chevrette, d'Urville fu destinato al deposito delle carte militari della marina dove ritrovò il tenente Louis-Isidore Duperrey, una sua conoscenza del passato. I due iniziarono a progettare una spedizione di esplorazione nel Pacifico, area dalla quale la Francia era stata estromessa durante le guerre napoleoniche e nella quale riteneva di poter riguadagnare la posizione perduta creando alcuni insediamenti nel Nuovo Galles del Sud. Il 18 agosto 1822, la corvetta Coquille, da 380 tonnellate e 12 cannoni, salpò quindi da Tolone con l'obiettivo di raccogliere il maggior quantitativo possibile di informazioni scientifiche e strategiche sull'area in questione. Comandante della spedizione era stato nominato Duperrey, di quattro anni più anziano di d'Urville, che era invece imbarcato in qualità di primo ufficiale. Il 17 gennaio 1824, la Coquille lambì Port Jackson, prendendo a bordo cinque passeggeri per la sua tappa successiva, la Nuova Zelanda: un missionario di nome George Clark con sua moglie e suo figlio, e due Maori, Taifana e Hapai. L'arcipelago venne avvistato il 2 aprile, e il giorno successivo la nave approdò sull'isola, accolta da dei capi Maori. Dopo un breve periodo di permanenza, nel quale, oltre allo studio naturalistico del luogo, d'Urville raccolse varie informazioni sull'organizzazione sociale e lo stile di vita del popolo locale, la Coquille salpò il 17 aprile, raggiungendo Marsiglia il 24 gennaio 1825.
La Coquille, sulla quale aveva viaggiato come medico di bordo e naturalista anche René-Primevère Lesson, riportò in Francia un'imponente collezione di animali e di piante raccolti alle isole Falkland dalle quali trasse materiale per Flore des îles Malouines, sulle coste del Cile e del Perù, negli arcipelaghi del Pacifico, tra cui le isole Marshall e Gilbert (Kiribati) e in Nuova Zelanda, Nuova Guinea e Australia. Durante la navigazione sulla Coquille, Dumont d'Urville si era caratterizzato come ufficiale competente ed aveva stabilito una solida relazione con il colonnello Jean-Baptiste Bory de Saint-Vincent, aggregato alla spedizione e sulla quale scrisse un libro, "Histoire des hydrophytes, ou plantes agames des eaux, récoltées par MM. d'Urville et Lesson, dans leur voyage autour du monde, sur la corvette de sa majesté, La Coquille, exécuté pendant les années 1822, 1823, 1824 et 1825, sous le commandement du capitaine Duperrey; par le colonel Bory de Saint-Vincent. Ornée de 25 planches coloriées et gravées d'après les dessins de l'auteur" pubblicato nel 1829; nella prefazione a questo libro l'editore sottolinea l'ottimo rapporto tra l'autore e "Monsieur le capitan d'Urville" (nel frattempo promosso a capitano di corvetta) e l'accettazione di Bory a pubblicare parte del materiale di d'Urville nel suo libro.

### Risultati dei viaggio
Sulla Coquille, Dumont d'Urville cercò di conciliare i compiti derivanti dal comando in seconda con l'attività scientifica. Oltre a essere il secondo ufficiale di bordo, infatti, era stato incaricato di effettuare ricerche nei campi della botanica e dell'entomologia.
La Coquille riportò in patria oltre 4.000 specie di piante, 300 delle quali all'epoca sconosciute, arricchendo inoltre il Museo di scienze naturali di Parigi di oltre 1.200 esemplari di insetti appartenenti a 1.100 specie diverse (di cui 450 non possedute dal museo e 300 sino allora sconosciute). Gli scienziati Georges Cuvier e François Arago, analizzando i risultati delle sue ricerche, ebbero parole d'elogio per d'Urville.

## Opere
- Voyage autour du monde exécuté par ordre du roi, sur la corvette de Sa Majesté, La Coquille, pendant les années 1822, 1823, 1824 et 1825, sous le ministère et conformément aux instructions de S.E.M. le marquis de Clermont-Tonnerre … et publié sous les auspices de son excellence Mgr le Cte de Chabrol …, par M. L.-I. Duperrey …, 8 volumes in 4° et 5 volumes in-folio, Paris, Arthus-Bertrand, 1826-1830 (Imprimerie de Firmin Didot).